# Muhammad ibn Ali ibn al-Layth
 (mai 2025).
La mise en forme du texte ne suit pas les recommandations de Wikipédia : il faut le « wikifier ».
Les points d'amélioration suivants sont les cas les plus fréquents :
- Les titres sont pré-formatés par le logiciel. Ils ne sont ni en capitales, ni en gras.
- Le texte ne doit pas être écrit en capitales (les noms de famille non plus), ni en gras, ni en italique, ni en « petit »…
- Le gras n'est utilisé que pour surligner le titre de l'article dans l'introduction, une seule fois.
- L'italique est rarement utilisé : mots en langue étrangère, titres d'œuvres, noms de bateaux, etc.
- Les citations ne sont pas en italique mais en corps de texte normal. Elles sont entourées par des guillemets français : « et ».
- Les listes à puces sont à éviter, des paragraphes rédigés étant largement préférés. Les tableaux sont à réserver à la présentation de données structurées (résultats, etc.).
- Les appels de note de bas de page (petits chiffres en exposant, introduits par l'outil «  Source ») sont à placer entre la fin de phrase et le point final[comme ça].
- Les liens internes (vers d'autres articles de Wikipédia) sont à choisir avec parcimonie. Créez des liens vers des articles approfondissant le sujet. Les termes génériques sans rapport avec le sujet sont à éviter, ainsi que les répétitions de liens vers un même terme.
- Les liens externes sont à placer uniquement dans une section « Liens externes », à la fin de l'article. Ces liens sont à choisir avec parcimonie suivant les règles définies. Si un lien sert de source à l'article, son insertion dans le texte est à faire par les notes de bas de page.
- La présentation des références doit suivre les conventions bibliographiques. Il est recommandé d'utiliser les modèles {{Ouvrage}}, {{Chapitre}}, {{Article}}, {{Lien web}} et/ou {{Bibliographie}}. Le mode d'édition visuel peut mettre en forme automatiquement les références.
- Insérer une infobox (cadre d'informations à droite) n'est pas obligatoire pour parachever la mise en page.

Pour une aide détaillée, merci de consulter Aide:Wikification.
Si vous pensez que ces points ont été résolus, vous pouvez retirer ce bandeau et améliorer la mise en forme d'un autre article.
Muhammad ibn 'Ali ibn al-Layth fut émir de l' amirat saffaride de 910 à 911.

## Biographie
Début 910, le frère de Mahomet, l'émir saffaride al-Layth b. 'Ali , mena une armée vers l'ouest, en direction de Fars , pour tenter de l'arracher à son dirigeant, le commandant d'esclaves Sebük-eri . Comme al-Layth et un autre frère, al-Mu'addal , participaient tous deux à la campagne, Mahomet fut laissé dans la capitale Zarang comme représentant d'al-Layth. La campagne se termina par un désastre : al-Layth fut capturé et envoyé à la cour abbasside de Bagdad ; lorsque la nouvelle parvint à Zarang début septembre, Mahomet fut salué comme émir dans les provinces faisant encore partie de l'émirat. Pour consolider son pouvoir, il emprisonna al-Mu'addal, qui avait réussi à échapper à la capture de Sebük-eri et était retourné au Sistan .
Peu après son ascension, Mahomet fut contraint de faire face aux Samanides dirigés par Ahmad , qui venait de recevoir un diplôme de califat pour le Sistan et ses territoires subordonnés afin de briser définitivement le pouvoir des Saffarides. Face au renforcement des forces d'Ahmad à Hérat , Mahomet leva lui-même une armée. En raison de contraintes financières, une grande partie de l'armée était composée de paysans. Il se dirigea vers le nord, à la frontière, et eut quelques affrontements mineurs avec les Samanides en mars 911. Cependant, il fut finalement vaincu et le contingent paysan prit la fuite, le contraignant à abandonner l'expédition.
À ce stade, Mahomet fut persuadé par ses conseillers qu'il avait besoin du soutien d'al-Mu'addal, toujours en prison. Après sa libération, al-Mu'addal prit le contrôle de Zarang, et Mahomet se dirigea donc vers Bust. Là, une révolte, provoquée par une taxation excessive imposée par les autorités saffarides, avait éclaté. Elle était menée par un certain Ibrahim b. Yusuf-al'Arif, qui déclara sa loyauté aux Samanides. Une armée saffaride avancée eut du mal à mater la révolte jusqu'à ce qu'Ibrahim disparaisse subitement au combat, permettant aux Saffarides de reprendre le contrôle de Bust.
Peu après, Mahomet entra à Bust, mais il employa lui-même des méthodes violentes et répressives dans une tentative désespérée de lever des fonds. En conséquence, les citoyens de Bust devinrent hostiles aux Saffarides, et lorsque le Samanide Ahmad arriva devant la ville, ils l'aidèrent à la prendre. Mahomet s'enfuit, mais fut rapidement capturé et ramené à Bust. En réponse à la demande du calife, Ahmad envoya Mahomet à Bagdad. Sa capture, conjuguée à la reddition d'al-Mu'addal à une autre armée samanide, permit à ces derniers de s'emparer brièvement du Sistan.

## Sources
- (en) Clifford Edmund Bosworth, The History of the Saffarids of Sistan and the Maliks of Nimruz: (247/861 to 949/1542-3), Mazda Publishers, 1994 (ISBN 978-1-56859-015-8)